# 奥飞娱乐
奥飞娱乐股份有限公司（简称：奥飞娱乐）是一家中国动漫集团，成立于1993年。前身为奥迪玩具实业公司。
2004年，创始人蔡东青正式在广州注册“奥飞动漫公司”，开始创作拥有自主知识产权的动漫产品，并通过动漫产品拉动玩具衍生品的销售。这种打通产业链前后端的模式，让奥飞动漫走上了快速发展的道路。
2009年9月10日，奥飞动漫在A股上市，其募集资金预计达4.667亿人民幣，以动漫作品促进周边衍生产品销售的盈利模式。

## 历史

### 奥迪玩具时期
1993年，蔡东青使用80万元注册澄海县奥迪玩具实业有限公司。但是发展进入瓶颈，为了摆脱困境，蔡东青于2004年注册“广州奥飞文化传播有限公司”。

### 动漫+玩具时期
2006年，奥飞动漫借助广告片推广“溜溜球”，开发了影视剧火力少年王，促进溜溜球的销售，确立了奥飞动漫“动漫+玩具”的思路。2007年6月，奥飞动漫进行股份制改革，成立“广东奥飞动漫文化股份有限公司”。2007年9月，奥飞动漫与迪士尼合作生产和销售小熊维尼、米奇等形象的动漫玩具系列产品。奥飞动漫与虹猫蓝兔卡通文化传播有限公司合作，对《虹猫蓝兔七侠传》系列中动漫卡通形象进行产业化。与中影动画成立中奥影迪公司，开发《淘气包马小跳》动画。但是随之而来的是版权问题，蔡东青对产权极为重视，进行打假活动。
2008年9月，中国第一只动漫玩具股票-奥飞动漫在深交所上市。被很多媒体认为其产业链结构是模仿孩之宝。奥飞动漫借助一些国际上比较流行的元素，如：男生的英雄和竞技，女生的可爱造型、变身功能、梦幻特质等进行动画创作。如果某一影视剧成功，就会深度开发其衍生品。当时产品有《火力少年王》、《铠甲勇士》、《电击小子》、《雷速登闪电冲线》与《巴啦啦小魔仙》，奥飞董秘郑宇东表示奥飞动漫将从产业文化化的模式向文化产业化模式转型。

### 全媒体时代
2010年，奥飞动漫收购嘉佳卡通70%股份，完善媒体资源布局。后被2020年转让并由广东广播电视台收回嘉佳卡通版权。
2012年，奥飞动漫与孩之宝公司达成协议成立合资公司，奥飞动漫占合资公司 50%股权。
2012年3月29日，奥飞动漫斥资660万元，收购了广州市执诚服饰有限公司20%股权。2012年6月15日，奥飞动漫以600万的价格，收购了一家专业给儿童提供动画片观看及相关服务的科技公司——北京万象娱通网络科技有限公司37.5%的股权。
2012年6月，奥飞动漫花费1600万元收购了广东明星动画公司70%股权，将喜羊羊与灰太狼的导演黄伟明及《开心宝贝》的制作团队纳入旗下，后來於2016年转让股权，从原先的70%变更为19.5%。
2013年9月16日，奥飞动漫收购原创动力100%股权，取得喜羊羊和灰太狼独家运营权，并花费6.34亿港元受让100%资讯港的股份，资讯港旗下包括新原动力，动漫火车集团（香港、新加坡）三家子公司。
2014年，奥飞娱乐基于构建“内容创制+媒体渠道+广告运营”媒体产业链的经营战略，在媒体广告运营领域进行相关布局。同年4月，奥飞娱乐与壹沙公司、赵东梅等签署《股权投资协议》，奥飞娱乐拟以自有资金投资壹沙公司486万元，其中233.3333万元为增加壹沙公司注册资本，剩余的252.6667万元为公司投资后持有壹沙公司相应股权的溢价。至此，公司持有壹沙公司70%的股权。
2013年10月，奥飞动漫花费资金6.92亿元收购方寸科技100%股权和爱乐游100%股权，奥飞动漫表示，这将完善公司的泛娱乐布局。2014年1月，奥飞动漫以2000万元人民币受让广州叶游信息技术有限公司50%股权，而且使用1000万元资金投资该公司，总计60%股权持有。有媒体分析道，奥飞动漫的这一举动表示它转型为全产业链运营商，打造全产业链。2014年4月，奥飞动漫及奥飞香港以11800万元，分别受让三乐公司40%股权和Dreamspace公司持有的Waystar公司40%股权，收购价格分别为2000万元和9800万元，据悉，这两家公司均为客户端游戏开发商。 
与此同时，奥飞动漫与杨健、徐杨斌等出资成立北京奥飞多屏传媒有限公司，奥飞占股80%。奥飞动漫与汉唐韵以及管理团队代表人萧峰签订协议，成立合资深圳市奥飞贝肯文化有限公司，奥飞动漫占股45%，并花费700万元收购《倒霉熊》的知识产权。奥飞动漫投资600万元设立全资子公司“上海奥飞网络科技有限公司”，1.5亿元投资设立全资子公司“广东奥飞实业有限公司”。奥飞香港出资2000万美元成为Discovery Entertainment Capital Partners, L.P.的有限合伙人，控制中国大陆、香港及台湾地区电影的发行工作。
奥飞动漫于2014年以2亿港元投资设立全资子公司“奥飞影业（香港）有限公司”，对三部电影进行投资与发行。奥飞动漫入股纽约的451媒体集团，在该集团占股19.99%，蔡东青表示，与好莱坞合作“帮助奥飞提升创意制作水平，快速地学习先进的产业理念和运营能力”。2015年2月，奥飞动漫花费数千万资金入股剧角映画。
奥飞动漫监事会主席罗育民表示，2013年花了10多亿元收购其他公司，整合其业务，为的是向“泛娱乐产业”方向迈进。董事长兼总经理蔡东青表示，将打造以IP内容版权为核心的动漫影视、媒体、玩具、游戏业务。

### 奧飛娛樂
2016年2月，公司更名為奧飛娛樂（奧飛娛樂股份有限公司）。

## 製作动画
- 喜羊羊与灰太狼（2005年電視動畫，截至2025年7月：共3,081集）
- 雷速登系列
  - 雷速登之閃電衝綫（2008年電視動畫，共26集）
  - 雷速登之閃電衝綫2（2011年電視動畫，共40集）
  - 雷速登翼飛衝天（2011年電視動畫，共52集／海外版本：26集）
  - 雷速登之閃電衝綫3（2012年電視動畫，共40集／海外版本：26集）
- 戰龍四驅（2009年電視動畫，共64集）
- 机甲兽神系列
  - 机甲兽神（2010年電視動畫，共52集）
  - 机甲兽神之爆裂飞车（2016年電視動畫，共40集）
  - 爆裂飞车2（2017年電視動畫，共26集）
  - 爆裂飞车3兽神合体（2018年電視動畫，共52集）
  - 爆裂飞车4兽神出击（2021年電視動畫，共26集）
- 火力少年王系列
  - 火力少年王3動畫版（香港亞視譯名：搖搖新世代3）（2010年電視動畫，共40集）
  - 火力少年王3動畫版2（2012年電視動畫，共26集）
  - 火力少年王之傳奇再現（2014年電視動畫，共40集）
  - 火力少年王之傳奇再現續集（2015年電視動畫，共26集）
  - 火力少年王之悠风三少年（2018年3月電視動畫[29]）
- 巴啦啦小魔仙系列
  - 巴啦啦小魔仙之彩虹心石（2011年電視動畫，共36集）
  - 巴啦啦小魔仙之奇蹟舞步（2013年電視動畫，共52集）
  - 巴啦啦小魔仙之夢幻旋律（2015年電視動畫，共52集）
  - 巴啦啦小魔仙之飛越彩靈堡（2016年-2017年電視動畫，共52集）
  - 巴啦啦小魔仙之魔法海螢堡（2018年電視動畫，共26集）
  - 巴啦啦小魔仙之魔法海螢堡Ⅱ（2020年電視動畫，共26集）
  - 巴啦啦小魔仙之魔法星緣堡（2022年電視動畫，共26集）
  - 巴啦啦小魔仙之星緣蝶啟（2023年電視動畫，共52集）
  - 巴啦啦小魔仙之叫叫的身體魔法（2024年電視動畫，共15集）
  - 巴啦啦小魔仙之曜星守護者（2024年-2025年電視動畫，共52集）
- 戰鬥王之颶風戰魂系列
  - 戰鬥王之颶風戰魂（2012年電視動畫，共52集）
  - 戰鬥王之颶風戰魂II（2014年電視動畫，共40集）
  - 戰鬥王之颶風戰魂III（2015年電視動畫，共40集）
- 奇博少年（2012年電視動畫，共52集）
- 幻变精灵之蛋糕甜心（2012年電視動畫，共40集）
- 夢月精靈（2013年電視動畫，共52集）
- 神魄（2013年電視動畫，共52集）
- 翼空之巔（2013年電視動畫，共40集）
- 超凡小英雄
- 翼飛衝天之天際戰騎（2015年電視動畫，共52集）
- 電擊小子（2009年電視動畫，共3季，每季26集）
- 零速爭霸（2016年電視動畫，共26集）
- VOCALOID CHINA PROJECT

- 超級飛俠系列（由南韓動畫公司FunnyFlux與中國奧飛娛樂共同製作，2014年在南韓首播）
- 量子战队之恐龙守护（由南韓動畫公司FunnyFlux與中國奧飛娛樂共同製作）